# 宝塚歌劇団58期生
宝塚歌劇団58期生（たからづかかげきだん58きせい）とは、1970年（昭和45年）に宝塚音楽学校に入学し、1972年（昭和47年）に卒業。同年、宝塚歌劇団に入団し、『かぐら』『ザ・フラワー』で初舞台を踏んだ48人を指す。

## 概要
この期には、元花組トップスターの高汐巴、元星組トップスターの峰さを理、元月組トップ娘役五條愛川、元花組・雪組2番手スターの寿ひずる、元専科男役で元花組組長の星原美沙緒、元専科女役で元月組組長の邦なつきが入団。

## 一覧
| 芸名       | 読み仮名          | 誕生日   | 出身地                  | 出身校                         | 芸名の由来                      | 愛称                | 役柄 | 退団年 | 備考                                                                         |
| ---------- | ----------------- | -------- | ----------------------- | ------------------------------ | ------------------------------- | ------------------- | ---- | ------ | ---------------------------------------------------------------------------- |
| 暁留美     | あかつき るみ     | 2月2日   | 大阪府                  | PL学園                         |                                 | リラちゃん          | 男役 | 1973年 |                                                                              |
| 茜真弓     | あかね まゆみ     | 11月1日  | 東京都世田谷区          | 昭和女子大学附属中学校         | 恩師が命名                      | マサコ              | 娘役 | 1981年 |                                                                              |
| 新みき     | あらた みき       | 3月23日  | 香川県高松市            | 明の星女子高等学校             |                                 | ブチ                | 男役 | 1972年 |                                                                              |
| 亜蘭美香   | あらん みか       | 9月2日   | 大阪府吹田市            | 芦屋女子中学校                 | 草笛美子が命名                  | ミッチ みか         | 男役 | 1979年 |                                                                              |
| 海しらほ   | うみ しらほ       | 7月25日  | 神奈川県横浜市          | 湘南白百合学園                 | 郷ちぐさが命名                  | ジュンチ            | 男役 | 1977年 |                                                                              |
| 梅里ちえり | うめざと ちえり   | 12月17日 | 福岡県福岡市            | 杉並区立西宮中学校             | 東宝社長が命名                  | チエリ              | 娘役 | 1973年 |                                                                              |
| 江真千晶   | えま ちあき       | 3月6日   | 大阪府豊中市            | 芦屋学園                       |                                 | ウッコ              | 男役 | 1981年 | 宝塚歌劇団振付家・伊賀裕子                                                   |
| 風かおる   | かぜ かおる       | 3月15日  | 熊本県上益城郡          | 神戸市立生田中学校             | 姉の芸名                        | ヒロコ カゼ         | 男役 | 1978年 | 姉は風さやか 後に娘役に転向                                                  |
| 桂美紀     | かつら みき       | 4月22日  | 群馬県前橋市            | PL学園                         | 尊師が命名                      | ココ                | 娘役 | 1980年 | 日本舞踊・西川美紀                                                           |
| 邦なつき   | くに なつき       | 8月14日  | 大阪府大阪市            | 大阪市立扇町高等学校           |                                 | まり プーちゃん     | 男役 | 2011年 | 後に娘役に転向 日本舞踊・花柳萩真理                                          |
| 久美まり   | くみ まり         | 5月24日  | 東京都墨田区            | 両国中学校                     | 姉の芸名                        | マリッペ マリちゃん | 娘役 | 1983年 | 姉は久美かおる                                                               |
| 湖々まりも | ここ まりも       | 7月26日  | 神奈川県横浜市中区      | 横浜女子中学校                 |                                 | ヨシエ まりも       | 娘役 | 1973年 |                                                                              |
| 御所まゆか | ごしょ まゆか     | 8月27日  | 兵庫県神戸市須磨区      | 武庫川学院                     |                                 | リッコ              | 娘役 | 1972年 |                                                                              |
| 五條愛川   | ごじょう あいせん | 7月26日  | 兵庫県神戸市            | 愛徳学園                       | 母が命名                        | エコ                | 男役 | 1982年 | 後に娘役に転向 箏曲家・菊月美穂                                              |
| 寿ひづる   | ことぶき ひづる   | 3月17日  | 三重県津市              | 帝塚山学院                     | 尊師が命名                      | イーちゃん          | 男役 | 1982年 | 改名後・寿ひずる（ことぶき ひずる） 俳優 息子は二代目坂東巳之助 娘は守田菜生 |
| 早織光世   | さおり みつよ     | 12月20日 | 大阪府大阪市            | 大谷高等学校                   | 尊師が命名                      | みつよ              | 男役 | 1980年 | 日本舞踊・西川菊世                                                           |
| 純川暁美   | すみかわ あけみ   | 4月3日   | 福岡県                  | PL学園                         | 尊師が命名                      | ジュンちゃん        | 娘役 | 1979年 | 日本舞踊・西川暁美                                                           |
| 園みはる   | その みはる       | 1月3日   | 京都府京都市左京区      | 西山高等学校                   |                                 | ホシ                | 男役 | 2011年 | 改名後・星原美沙緒（ほしはら みさお）                                        |
| 孝まりお   | たか まりお       | 11月8日  | 兵庫県神戸市生田区      | 園田学園                       | 自分で考案                      | タヅ                | 男役 | 1983年 | 叔母は故里明美                                                               |
| 高汐巴     | たかしお ともえ   | 12月2日  | 京都府京都市中京区      | 成蹊学園                       | 父が命名                        | サンペイ ペイ       | 男役 | 1987年 | 俳優                                                                         |
| 高帆里奈   | たかほ りな       | 5月10日  | 埼玉県川口市            | 十文字学園高等学校             | 好きな字を 並べる               | タマちゃん          | 娘役 | 1976年 |                                                                              |
| 千城恵     | ちしろ けい       | 7月11日  | 兵庫県姫路市            | 白鷺中学校                     | 千代に 栄える城                 | ケイちゃん チョイ   | 男役 | 1986年 | 日本舞踊・花柳芳恵 夫は俳優・演出家の加藤幸男                                |
| 千奈ゆみの | ちな ゆみの       | 3月7日   | 東京都世田谷区          | 昭和女子大学附属高等学校       |                                 | エミちゃん          | 娘役 | 1973年 |                                                                              |
| 千尋栄     | ちひろ さかえ     | 12月10日 | 東京都葛飾区            | 国府台女子学院                 |                                 | キヨちゃん          | 男役 | 1974年 |                                                                              |
| 千船友歌   | ちぶね ゆか       | 3月29日  | 兵庫県芦屋市            | 神戸山手学園                   | 知人が命名                      | イノ                | 娘役 | 1979年 |                                                                              |
| 波切洋     | なぎり よう       | 8月9日   | 兵庫県尼崎市            | 園田学園高等学校               | 大海原の荒波を 乗り越えるように | へり                | 男役 | 1980年 |                                                                              |
| 成美有紀   | なるみ ゆき       | 11月14日 | 大阪府大阪市            | 金蘭会高等学校                 |                                 |                     | 娘役 | 1983年 |                                                                              |
| 野々ひかり | のの ひかり       | 11月26日 | 兵庫県西宮市            | 甲陵中学校                     | 野に光が 射す様に               | ノンコ ノノちゃん   | 娘役 | 1979年 |                                                                              |
| 鳩笛真希   | はとぶえ まき     | 2月17日  | 大阪府池田市            | 梅花学園                       |                                 | キャン              | 娘役 | 1987年 | 俳優 日本舞踊・藤間嘉抄                                                      |
| 花園まり   | はなぞの まり     | 2月28日  | 兵庫県神戸市東灘区      | 神戸山手女子学園高等部         | 本名                            | マコ マリちゃん     | 娘役 | 1982年 | 改名後・花園麻里（はなぞの まり）                                            |
| 花美香     | はなみ かおり     | 10月18日 | 兵庫県尼崎市            | 梅花高等学校                   |                                 | グミ                | 男役 | 1973年 |                                                                              |
| 光香王子   | ひかり かおこ     | 2月16日  | 大阪府大阪市福島区      | 園田学園                       |                                 | タミちゃん          | 男役 | 1977年 |                                                                              |
| 白道れい奈 | びゃくどう れいな | 7月23日  | 三重県伊勢市            | 高田学苑                       | 家名                            | ポッケ              | 娘役 | 1985年 |                                                                              |
| 藤波ゆう   | ふじなみ ゆう     | 2月11日  | 大阪府八尾市            | 樟蔭高等学校                   |                                 | チイちゃん          | 男役 | 1979年 |                                                                              |
| 牧奈えりか | まきな えりか     | 5月17日  | 兵庫県神戸市東灘区      | 宝塚高等学校                   |                                 | ヤスコ              | 娘役 | 1979年 |                                                                              |
| 真汐ちなみ | ましお ちなみ     | 9月30日  | 京都府京都市            | 宝塚第一中学校                 |                                 | オッコ              | 男役 | 1988年 |                                                                              |
| 真柴真     | ましば しん       | 8月30日  | 福岡県福岡市            | 京都女子高等学校               |                                 | マチ マツ           | 男役 | 1973年 |                                                                              |
| 松風都巳   | まつかぜ さとみ   | 12月14日 | 静岡県浜松市            | 西遠女子学園                   | 父が命名                        | ヨッタン 良兵衛     | 男役 | 1980年 |                                                                              |
| 麻里光     | まり ひかる       | 12月11日 | 兵庫県神戸市長田区      | 宝塚中学校                     | 本名                            | テマリ              | 男役 | 1985年 | 後に娘役に転向                                                               |
| 美門有輝   | みかど ゆき       | 8月9日   | 山口県下松市            | 西南女学院高等学校             | 出身地・ 門司                   | ミエコ ゆえん       | 娘役 | 1974年 |                                                                              |
| 路のぼる   | みち のぼる       | 2月13日  | 京都府京都市左京区      | 宝塚高等学校                   |                                 | ウーちゃん          | 男役 | 1973年 |                                                                              |
| 峰さを理   | みね さおり       | 7月15日  | 福井県敦賀市            | 敦賀高等学校                   | 本名                            | ミネちゃん みね     | 男役 | 1987年 | 俳優・歌手 日本舞踊家・西崎峰                                                |
| 實亜紀     | みのり あき       | 11月10日 | 東京都港区              | 常磐学園                       |                                 | ミーボー            | 娘役 | 1972年 |                                                                              |
| 八代東奈   | やしろ はるな     | 11月26日 | 大阪府吹田市            | 鳴尾高等学校                   |                                 | トンコ トモコ       | 男役 | 1977年 |                                                                              |
| 夕鶴まい   | ゆうづる まい     | 9月7日   | 香川県高松市            | 実践女子学園                   |                                 | ユウコちゃん        | 娘役 | 1978年 |                                                                              |
| 優美あい   | ゆうび あい       | 3月7日   | 大阪府大阪市北区        | 武庫川高等学校                 |                                 | チッちゃん          | 男役 | 1977年 |                                                                              |
| 有季れいな | ゆき れいな       | 8月29日  | アメリカ合衆国 ハワイ州 | ホノルル・ルーズベルト高等学校 |                                 | マーガレット        | 男役 | 1978年 |                                                                              |
| 裕あゆむ   | ゆたか あゆむ     | 4月18日  | 京都府舞鶴市            | 華頂学園                       |                                 | ミワちゃん          | 男役 | 1987年 |                                                                              |